# Enginsu, Edremit
Enginsu là một xã thuộc huyện Edremit, tỉnh Van, Thổ Nhĩ Kỳ. Dân số thời điểm năm 2011 là 407 người.